# يحيى عبد الله العبودي
يحيى عبد الله العبودي هو سياسي عراقي وعضوا في القيادة القطرية لحزب البعث العربي الاشتراكي ومسؤول تنظيمات الحزب في محافظة البصرة.
ورد اسمه ضمن قائمة العراقيين المطلوبين لدى الولايات المتحدة، وظهر ضمن مجموعة أوراق اللعب لأهم المطلوبين العراقيين، وما يزال هاربا أو مفقودا، لكنه يعتقد أنه قتل خلال غزو العراق.
في عام 2017، أقر مجلس النواب العراقي قانونا ينص على مصادرة الأموال المنقولة وغير المنقولة لكل من صدام حسين وزوجاته وأولاده وأحفاده وأقربائه حتى الدرجة الثانية ووكلائهم ومصادرة أموال قائمة من 52 من أركان النظام السابق، كان من بينهم يحيى عبد الله العبودي.